# Het meermonster
Het meermonster is het 151ste stripverhaal van Jommeke. De reeks wordt getekend door striptekenaar Jef Nys.

## Verhaal
Op een dag wordt Mic Mac Jampudding ontvoerd. Een dubbelganger neemt zijn plaats in. Later belt Arabella Jommeke op, want Mic Mac Jampudding doet vreemd. Zo heeft hij Arabella al op straat gezet. Flip, de papegaai, gaat op onderzoek. Hij ontdekt dat er een dubbelganger in het spel is en kan de echte Mic Mac Jampudding vlug bevrijden. Jampudding tracht zelf te onderzoeken wat er aan de hand is. Doch de dubbelganger kan ontsnappen. Jommeke en zijn vrienden worden gewaarschuwd. Deze ontdekken een geheime gang nabij het kasteel. De geheime gang eindigt aan het Duivelsmeer. Tot hun grote verbazing merken ze een reusachtig dier. Dit lijkt wel op het Monster van Loch Ness. De vrienden worden ontdekt en bedreigd door de gangsters. Het monster ontwaakt, en kan zodoende de gangsters opschrikken. Ze slaan op de vlucht. Het dier doet Jommeke en zijn vrienden echter niets. Later laten de vrienden het dier terug vrij in het Duivelsmeer.
Tot slot loopt alles goed af en wordt gevierd met de lievelingskost van Mic Mac Jampudding, namelijk pudding met jam.